# 水越健一
水越 健一（みずこし けんいち）は、日本のエルガー研究家。日本エルガー協会設立者。

## 人物・来歴
三浦淳史、藤野俊介、山尾敦史らと並び英国音楽の紹介、および英国の作曲家エドワード・エルガーの研究を行なう。
2001年、音楽ライターの山尾敦史の紹介にて音楽之友社発行「レコード芸術」誌の人気コーナーである「海外盤視聴記」（現「海外盤レビュー」）のライターとなる。
東京交響楽団、NHK交響楽団などのプログラム執筆などを行う。

## 著作
- 『エドワード・エルガー 希望と栄光の国』（武田書店、2001年）
- 『愛の音楽家 エドワード・エルガー』（momonoge.com）
- 「カラー エルガー音楽紀行 等身大の作曲家エルガーとエルガー・カントリー」レコード芸術 50巻5号265-269頁（2001-05）
- 「私のディスク・ライブラリー(5)水越健一さん」レコード芸術 50巻8号264-266頁（2001-08）